# Чотири танкісти і пес (роман)
«Чотири танкісти і пес» (пол. «Czterej pancerni i pies») — роман для підлітків польського письменника Януша Пшимановського. Розпочатий у 1964 році.
В основі роману — історичні мотиви з Другої світової війни та бойових дій сформованої в СРСР Польської Народної Армії, показані через призму бойових пригод екіпажу танку № 102 «Рудий» (Т-34) і німецької вівчарки на прізвисько Шарик.
Цікавий сюжет, характерні типи персонажів сприяли надзвичайній популярності роману в Польщі: роман був перекладений багатьма мовами та екранізований як телевізійний серіал.Персонажі

## Василь Семен
Поручник Василь Семен за національністю українець з Житомирщини у довоєнний період був метеорологом. У танкову бригаду був прийнятий на службу як інструктор, однак незабаром був призначений командиром танка 102. Загинув у 1945-му під Гданськом. У сценарії телесеріалу Марія та Януш Пшимановські українця Семена переписали на поляка Ольгерда Яроша.

### Ян Кос
Поляк Янек (актор театру і кіно Януш Гайос) не бачився зі своїм батьком з 1939 року, з часів оборони Вастерплатте. Зайнятий пошуками батька, він виявився в Сибіру. Там проживав у мисливця Юхима Семеновича. Дізнавшись про набір у військові польські частини, вирішив втекти разом зі своїм псом Шариком на фронт. Отримавши відмову через молоді роки, не зневірився. Продемонструвавши свою влучність у стрільбі, а потім відшукавши разом з Шариком серед сотень чужих гільз свої, все ж був зарахований до війська.

### Густав Єлень
Густав Єлень (актор Франтішек Печка), а для друзів просто Густлік до війни працював заводським ковалем. Вермахтом був мобілізований до танкової частини і відправлений на Східний фронт, проте, захопивши танк, перейшов на бік Червоної Армії. Ставши членом уже польського екіпажу, спочатку був заряджаючим, а потім — навідником. В силу того, що після загибелі Ольгерда став за віком найстаршим членом екіпажу, Густлік, мабуть, найбільш поміркований з усієї компанії. Іноді стримував своїх друзів, щоб ті не чинили розправи над полоненими німцями — адже вони не повинні уподібнюватися ворогові. У результаті його новий знайомий обер-єфрейтор Кугель за протекцією самого Густава стає заступником коменданта міста Ритцен і приймається за його відновлення. По ходу дії Густав Єлень закохується в свою землячку (до слова сказати, у Густлика є родичі німці), яку екіпаж рятує з фашистського полону.

### Григорій Саакашвілі
Єдиного неполяка (актор Влодзімеж Прес) в екіпажі товариші називають Гжесем (на польський манер, зменшувальне від Гжегоша). За національністю він грузин, а професія у нього — водій-механік. Польським мешканцям він каже, що народився в Сандомирі, — просто вже набридло всім пояснювати, де знаходиться Грузія. Як і всі кавказці, він відрізняється своїм темпераментним характером. Хоча всі члени бойового екіпажу зріднилися зі своєю машиною, саме Гжесь найбільш прив'язаний до неї. До кінця фільму доля зводить його з радисткою Лідкою.

### Томаш Черешняк
З часом, коли Янек став командиром екіпажу, його місце стрільця-радиста зайняв працьовитий і хазяйновитий син селянина — Томаш Черешняк (актор Веслав Голас), або, як його стали називати товариші, Томек. Незважаючи на уявну простоту, проявляє себе найкращим чином.

### Шарик
Шарик (німецька вівчарка) — повноцінний член екіпажу. Янек привіз його з Сибіру, де Шарик став йому справжнім другом. Пес не раз рятував екіпаж, вчасно доставляючи повідомлення.
Чотирилапий актор настільки полюбився глядачам, що шанувальники на зустрічах з артистами постійно просили його залишити відбитки лап на фотографії і для цих цілей навіть зробили спеціальну подушку із чорнилом. Однак, слухняний на знімальному майданчику, пес після п'ятдесяти таких «автографів» починав поглядати на свого тренера з занепокоєнням і деяким невдоволенням, так що більше півсотні «лап» у день зробити ніяк не виходило.